# Marian Gold
Pour les articles homonymes, voir Gold.
 (novembre 2019).
Si vous disposez d'ouvrages ou d'articles de référence ou si vous connaissez des sites web de qualité traitant du thème abordé ici, merci de compléter l'article en donnant les références utiles à sa vérifiabilité et en les liant à la section « Notes et références ».
Hartwig Schierbaum, dit Marian Gold, né le 26 mai 1954 à Herford (Allemagne), est un chanteur allemand. 
Il est le cofondateur (avec Bernhard Lloyd) et le chanteur du groupe new wave Alphaville, qui eut un certain succès en France et en Europe au milieu des années 1980. Il est aussi coauteur, et a réalisé deux albums solo en 1992 et 1996.

## Biographie

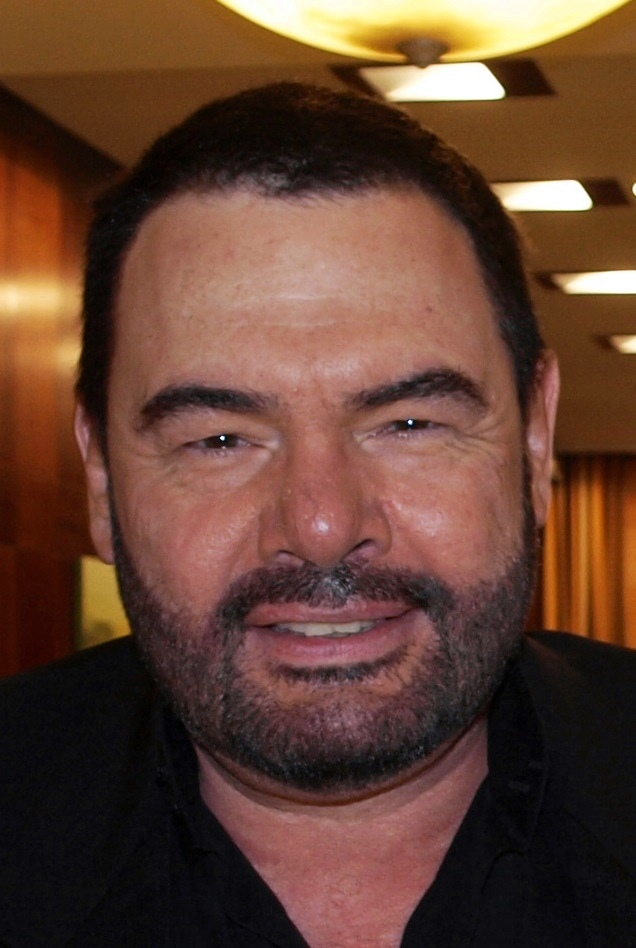
Marian Gold en 2013.

Hartwig Schierbaum passe sa jeunesse à Herford, une ville dans la région de la Westphalie en Allemagne. Après son baccalauréat à la fin des années 1970, il s'installe à Berlin pour y faire des études d'allemand tout en travaillant occasionnellement dans un restaurant comme aide-cuisinier. Dans un café berlinois, Marian fit la connaissance de Bernhard Lloyd et Frank Mertens, qui sont originaires de la même région que lui. Ces derniers avaient déjà commencé à s'intéresser aux synthétiseurs et composé ensemble mais avaient besoin d'un chanteur. Après des essais où Marian démontre la capacité de sa voix multi-octave, ils décident ensemble de créer un groupe sous le nom Nelson Community et se produisent pour la première fois sur scène à Noël 1981.
Un an plus tard en 1982, ils renomment le groupe Forever Young puis l'année suivante, ils adoptent le nom définitif Alphaville d'après le film homonyme français de Jean-Luc Godard. En effet, Marian Gold est particulièrement passionné par la culture française, qu'elle soit musicale, cinématographique ou littéraire. Un de ses titres, intitulé 20.000 Lieues Sous Les Mers (Poem Remix), rend hommage à Jules Verne sur l'anthologie Dreamscapes, un coffret de huit CD qui couvre l'histoire complète des dernières années 1970 aux dernières années 1990, y compris les enregistrements live, des anciennes chansons jamais publiées et des remix. 
Au début de sa carrière, pour internationaliser son patronyme, Hartwig décide de prendre le pseudonyme de Marian Gold, qui est simplement le vrai nom de son grand-père.
En 2016, il participe à la tournée " Top 50 : Partez en Live ! " en représentant son groupe Alphaville.
En avril 2018, il participe à l'émission de télévision allemande de téléréalité "Sing meinen Song – Das Tauschkonzert".

## Vie personnelle
Marian Gold a eu 7 enfants avec 4 femmes : il a vécu de 1980 à 1984 avec Ariane Mummert, puis s'est marié avec une Italienne prénommée Manuela. Après cette relation, il a fréquenté une choriste du groupe, Gabi Becker. Aujourd'hui, il vit avec une Suédoise à Berlin, sa ville de résidence.